# ألان كونستابل
ألان كونستابل (بالإنجليزية: Alan Constable)‏ هو فنان ورسام أسترالي، ولد في 1956 في ملبورن في أستراليا.